# Furious 7: Original Motion Picture Soundtrack
Furious 7: Original Motion Picture Soundtrack è l'album discografico di colonna sonora del film Fast & Furious 7. Il disco è stato pubblicato nel marzo 2015 dall'etichetta Atlantic Records.

## Tracce
Edizione Standard
1. Ride Out – 3:31 (Brian Collins, Dequantes Lamar, Paris Jones, Jess Jackson) – Kid Ink, Tyga, Wale, YG & Rich Homie Quan
2. Off-Set – 3:13 (Edward Page II, Clifford Harris Jr.,  Jeffrey Williams, Cordale Quinn) – T.I. & Young Thug
3. How Bad Do You Want It (Oh Yeah) – 3:44 (JHart, DJ Frank E, Chloe Angelides) – Sevyn Streeter
4. Get Low – 3:33 (Dillon Francis, William Grigahcine) – Dillon Francis & DJ Snake
5. Go Hard or Go Home – 3:52 (Cameron Thomaz, Amethyst Kelly, The Featherstones) – Wiz Khalifa & Iggy Azalea
6. My Angel – 3:10 (Geoffrey Rojas, Edwin Serrano, DJ Frank E, Albert Cedarholm, Sangsik "A-Dee" Shin) – Prince Royce
7. See You Again – 3:49 (DJ Frank E, Charlie Puth, Thomaz, Andrew Cedar) – Wiz Khalifa featuring Charlie Puth
8. Payback – 3:58 (Jordan Houston, Nayvadius Wilburn, Kevin Gilyard, Dominic Woods, Gilbere Forte) – Juicy J, Kevin Gates, Future & Sage the Gemini
9. Blast Off – 3:08 (David Guetta) – David Guetta & Kaz James
10. Six Days (Remix) – 3:52 (Brian Farrell, Dennis Olivieri, Yasiin Bey) – DJ Shadow featuring Mos Def
11. Ay vamos – 4:55 (José Osorio, Rene Cano, Carlos Patiño, Alejandro Ramirez, Karim Kharbouch, Nick Rivera) – J Balvin featuring French Montana &
 Nicky Jam
12. GDFR (Noodles Remix) (DJ Frank E, DJ Spinz, Lookas, Mike Caren, Andrew Cedar, Lucas Rego) – 4:23 (Tramar Dillard, Woods, Lucas Rego, Mike Caren, Cedar, Charles Miller, Gerald Goldstein, Harold Brown, Howard Scott, DJ Frank E) – Flo Rida featuring Sage the Gemini & Lookas
13. Turn Down for What – 3:34 (Grigahcine, Jonathan Smith) – DJ Snake & Lil Jon
14. Meneo – 3:44 (Roberto Testa, Keith Kanashiro, Jorge Keys, Armando C. Pérez, José García) – Fito Blanko
15. I Will Return – 3:56 (Holly Hafermann, Jonathan Rotem, Luke Laird) – Skylar Grey
16. Whip (Bonus Track) (*non appare nel film) – 3:41 – Famous to Most

Edizione Deluxe - Tracce bonus
1. Go Hard Or Go Home, Pt. 2 – 4:15 (Thomaz, The Featherstones, Tremaine Neverson, Karim Kharbouch, Tyrone Griffin, Jr.) – Wiz Khalifa, Trey Songz, French Montana & Ty Dolla Sign
2. Boneless (Delirious) – 3:43 (Steve Aoki, Chris Lake, Matthias Ritcher, Collins) – Steve Aoki, Chris Lake & Tujamo featuring Kid Ink
3. Francoise – 1:53 (Raphael Judrin, Pierre-Antoine Melki) – soFLY & Nius
4. Holler – 4:24 – Gent & Jawns
5. Hamdulillah – 5:17 – The Narcicyst featuring Shadia Mansour
6. Tempest – 6:05 (Stephen Carpenter, Abe Cunningham,
 Chino Moreno, Frank Delgado, Sergio Vega) – Deftones